# 모르코네
모르코네(이탈리아어: Morcone)는 이탈리아 캄파니아주 베네벤토도의 코무네다. 나폴리로부터 북동쪽 70km 베네벤토 북서쪽 25km 거리에 있다.

## 자매 도시
- 포르투갈 페넬라